# Шарби
Шарби (фр. Charbuy) насеље је и општина у источном делу централне Француске у региону Бургоња, у департману Јон која припада префектури Осер.
По подацима из 2011. године у општини је живело 1757 становника, а густина насељености је износила 75,09 становника/km². Општина се простире на површини од 23,4 km². Налази се на средњој надморској висини од 130 метара (максималној 212 m, а минималној 115 m).

## Демографија
| 1962. | 1968. | 1975. | 1982. | 1990. | 1999. | 2011. |
| ----- | ----- | ----- | ----- | ----- | ----- | ----- |
| 710   | 744   | 838   | 1.171 | 1.463 | 1.607 | 1.757 |

График промене броја становника у току последњих година